# 鈴城芹
鈴城 芹（すずしろ せり、1976年2月20日 - ）は、日本の漫画家。男性。青森県五所川原市出身。青森県立五所川原農林高等学校卒業。代表作は『家族ゲーム』、『看板娘はさしおさえ』など。

## 人物
作画作業中にネットラジオを聞くことが多い。また、その影響で作品中にラジオ内でのネタを自作品に取り入れることもある。例として、TRPGメーカーF.E.A.R.のラジオ（ふぃあ通）のコーナー名を作品内のキャラクターのシャツに描いたり、『さよなら絶望先生』のラジオ（さよなら絶望放送）内で出てくるキャラクターを作品のコマに登場させたりした。

## 作品リスト

### 漫画
- 家族ゲーム（電撃PlayStation付録『電撃4コマ』、メディアワークス）
- 看板娘はさしおさえ（まんがタイムきららMAX、芳文社）
- くすりのマジョラム（まんがタイムきららMAX、芳文社）
- 所探偵社の優雅な一日（ガンガンパワード、月刊ガンガンWING2008年12月号）（スクウェア・エニックス）
- JC探偵でぃてくてぃ部!（月刊ComicREX、一迅社）
- ホームメイドヒーローズ（まんがタイムきららMAX、芳文社）
- CLUB ゲーム倶楽部（電撃PlayStation付録『電撃4コマ』、KADOKAWA アスキー・メディアワークス）

### アンソロジー
- けいおん!
  - 「けいおん!」アンソロジーコミック みんなでうん☆たん
  - けいおん!アンソロジーコミック 1
  - けいおん!アンソロジーコミック 3
  - けいおん!アンソロジーコミック 5
- ゆゆ式 ストーリーアンソロジーコミック　第1巻
- 城下町のダンデライオン アンソロジーコミック 第1巻
- ステラのまほう アンソロジーコミック 第1巻